# Petit-bois
La locution « petit-bois », qui littéralement désigne des bois qui sont de taille réduite, prend différentes acceptions dans les domaines de la sylviculture et de la menuiserie.

## Sylviculture

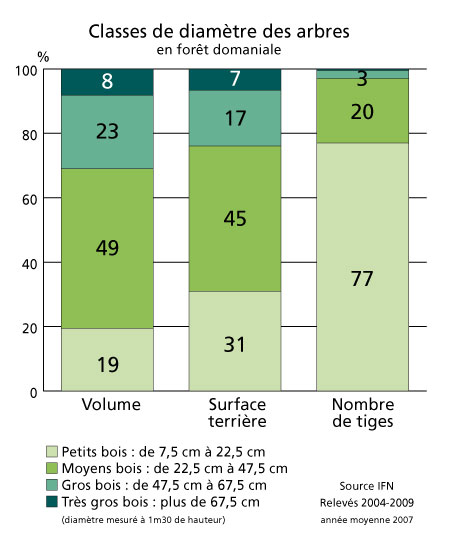
Volume, surface terrière et nombre de tiges en forêt domaniale française de production, selon l'Inventaire forestier national (IFN).

Dans le domaine de la sylviculture, le petit-bois (PB) est une catégorie de grosseur de bois d'œuvre correspondant au diamètre d'un arbre dont le diamètre à hauteur de poitrine (DHP) se situe plus ou moins entre 17 et 27 cm, selon les essences et selon les régions ; l'adjectif petit se référant ici à une valeur relative. Chaque collectivité spécialisée du domaine forestier établit les limites précises de cette valeur en fonction de ses besoins. Le gros-bois (GB) dans le même référentiel a un diamètre compris entre 47 et 62 cm et le très-gros-bois (TGB) est situé au-delà de cette dernière valeur.
| Classification de grosseur  | Classe             | Diamètre (DHP 1,30 m) |
| --------------------------- | ------------------ | --------------------- |
| petit bois PB               | classes 20-25 cm   | de 17,5 à 27,5 cm     |
| bois moyen BM               | classes 30-45 cm   | de 27,5 à 47,5 cm     |
| gros bois GB                | classes 50 – 65 cm | de 47,5 à 67,5cm      |
| très gros bois TGB          | classes > 70 cm    | plus de 67,5 cm       |
| petits et moyens bois PMB   | classes 20-45 cm   | de 17,5 à 47,5 cm     |
| gros et très gros bois GTGB | classes > 50 cm    | plus de 47,5 cm       |

## Bois de marine, construction en petit bois
De manière récurrente, le bois de charpenterie de fort équarrissage devenu rare à différentes époques, on trouve des débouché au petit-bois, un bois de second choix. Ainsi, milieu XIXe siècle, les forêts d'Europe commencent à s'appauvrir ; car, indépendamment de la quantité de plus de six mille mètres cubes de bois brut qui sont consommés pour la construction d'un vaisseau de premier rang, par exemple, il faut, souvent encore, des formes et des dimensions très particulières pour cette construction. Afin d'obvier à cette rareté, on fait aussi usage du « système en petit bois », qui consiste à remplacer ces pièces par des assemblages de pièces plus petites ; mais il y a augmentation de volume, et il y entre beaucoup de fer. Un navire est construit en petit bois quand faute de bois de dimensions convenables les pièces principales d'un navire sont composées d'après un système d'assemblage qui permet d'utiliser des bois de dimensions inférieures à celles qui sont ordinairement usitées.
Pour les bois de marines, on pouvait avoir recours à des spécimens d'arbres que l'on qualifierait aujourd'hui de très gros. Les pièces des quilles ont ordinairement entre 30 pieds (9,75 m) et 40 pieds (13 m), et leur équarrissage est de 20 pouces sur 18 pouces pour les plus gros vaisseaux (54,2 cm par 48,8 cm) cela suppose des troncs d'arbre de plus de 75 cm de diamètre à la cime.

## Petit bois de chauffage

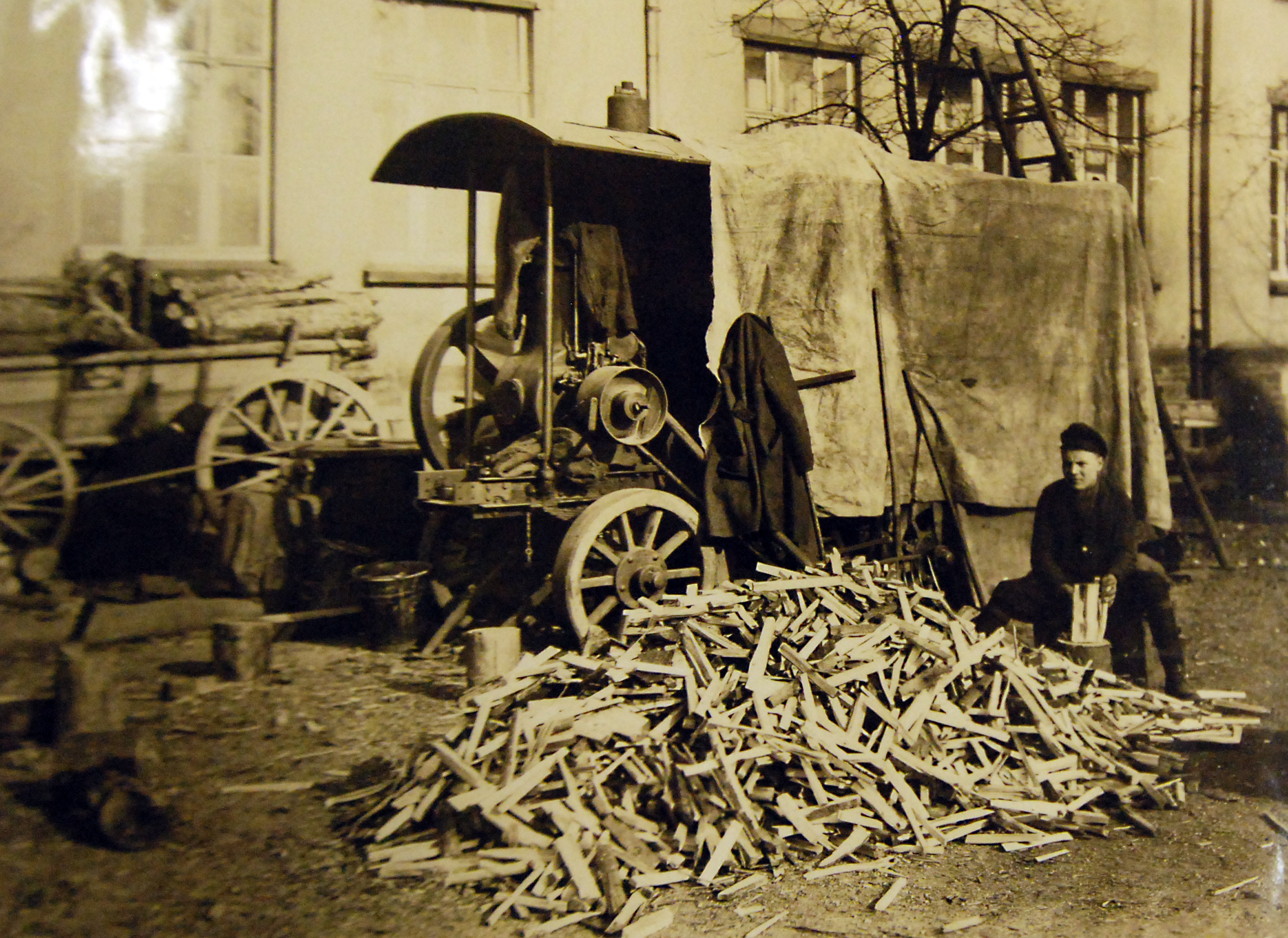
Fendage du petit bois, Allemagne.

Le petit-bois est du bois employé dans l'allumage d'un feu. Le bâtonnage est une technique de coupe ou fendage du bois par le martelage d'une lame (couteau) avec un maillet, afin d'enfoncer la lame à travers le bois. Le bâtonnage est utilisé pour faire du petit-bois. Plus petit, il y a la broutille, que l'on met en fagot.

« Mais sur quelles bases pourrait-on s'organiser pour la jouissance des denrées en commun ? […] Si la commune possède un bois, par exemple, — eh bien, tant que le petit bois ne manque pas, chacun a droit d'en prendre tant qu'il veut, sans autre contrôle que l'opinion publique de ses voisins. Quant au gros bois, dont on n'a jamais assez, on a recours au rationnement. »

— Pierre Kropotkine, La Conquête du pain, 1892.

## Menuiserie

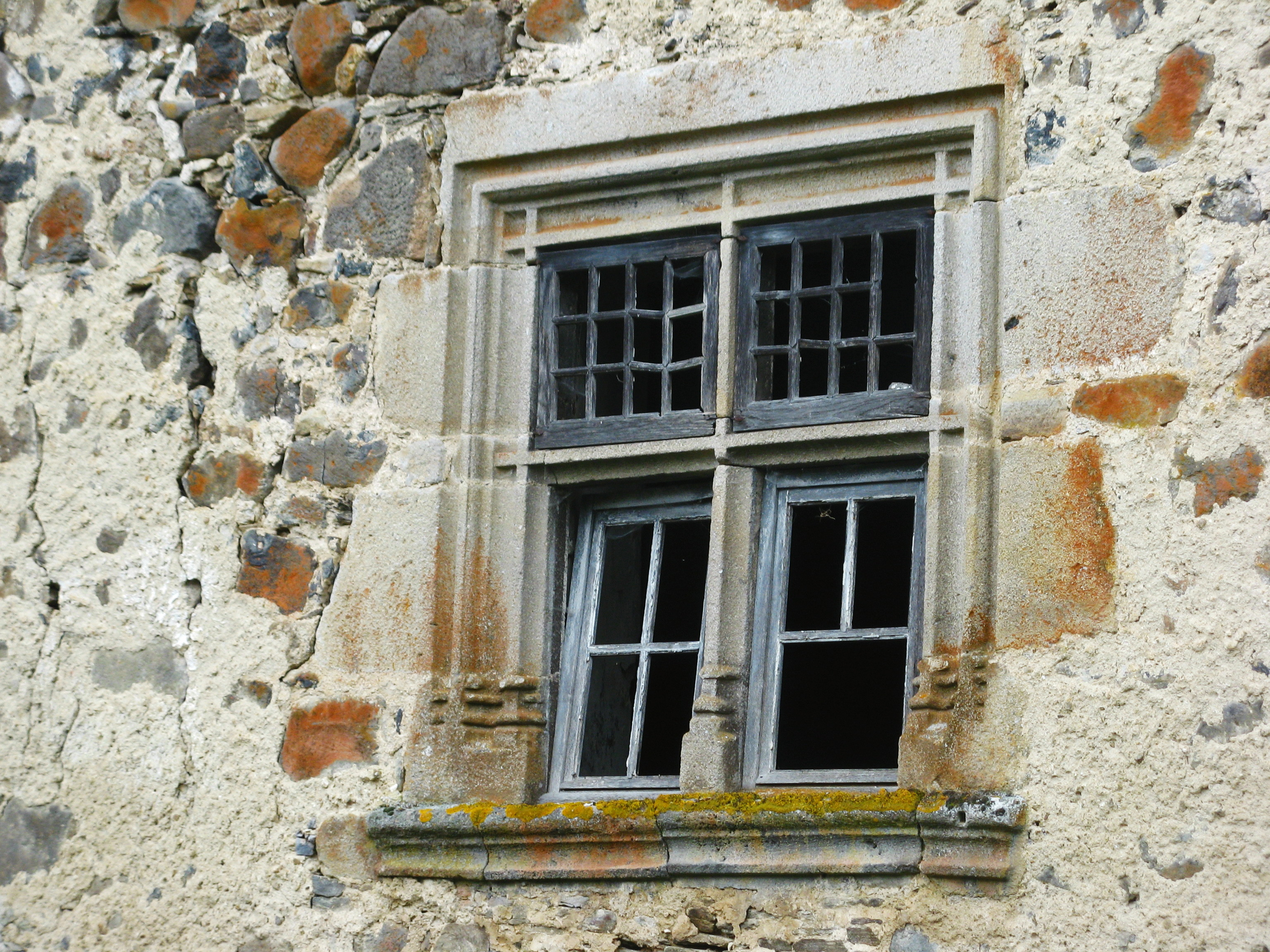
Croisée avec petit-bois (Jaleyrac, France).

Prennent le nom de petit-bois, en menuiserie, les montants et traverses des châssis de fenêtres qui reçoivent les verres, et forment éventuellement des croisillons. Les petits-bois se répartissent en traverses et en montants de petit-bois. Les petit-bois ou « bois-petits » sont ornés de moulures et ravalés de feuillures pour recevoir les verres. Particuliers aux anciennes croisées, Morisot distingue :
- croisée à glaces ou à grands carreaux : croisée qui n'a point de montants de petits bois dans les châssis, mais seulement des traverses ;
- croisée petits bois ou à petits carreaux : croisée qui a un ou deux rangs de montants de petits bois dans chaque châssis ;
- croisée assemblée à pointe de diamant : croisées qui sont assemblées à petits bois, portant moulures et à double onglet, avec les traverses des mêmes petits bois ;
- croisée assemblée à trèfle : croisée dont les petits bois ont pour moulure un demi-rond entre deux baguettes; ce qui présente dans la coupe la figure d'un trèfle.

## Bois d'ingénierie
Dans le bois massif abouté (BMA), de courtes pièces de bois sec sont emboîtées par leurs extrémités et collées les unes aux autres à l'aide d'un adhésif hydrofuge, afin de former une pièce de bois unique et plus longue. Ce bois à entures multiples ou digitiforme revalorise de courtes pièces de bois dont les défauts majeurs ont été retirés, afin de constituer une longue pièce de bois.